# Battaglia di Gergovia
(Cesare, Commentarii de bello Gallico, VII, 36)
La battaglia di Gergovia fu un episodio della Conquista della Gallia da parte della Repubblica romana: la battaglia si svolse nell'anno 52 a.C. tra l'esercito romano guidato da Gaio Giulio Cesare e l'esercito gallico di Vercingetorige, che inflisse una sconfitta ai Romani.

## Contesto storico
Giulio Cesare arrivò in Gallia nel 58 a.C., dopo il consolato dell'anno precedente. Era, infatti, consuetudine che i consoli, gli ufficiali più elevati in grado di Roma, alla fine del loro mandato fossero nominati governatori in una delle province dal Senato romano. Grazie agli accordi del primo triumvirato (l'alleanza politica non ufficiale con Gneo Pompeo Magno e Marco Licinio Crasso), Cesare fu nominato governatore della Gallia cisalpina (la regione fra le Alpi, gli Appennini, l'Adriatico), dell'Illirico e della Gallia Narbonense.
Cesare, con la scusa di dover impedire che il popolo degli Elvezi attraversasse la Gallia e si stabilisse in una posizione scomoda per Roma, ad occidente dei suoi possedimenti della provincia narbonense, si intromise negli affari interni di queste popolazioni. Una ad una tutte le popolazioni della Gallia furono sconfitte dal proconsole romano, a cominciare dalla Gallia Belgica, spingendosi poi a sottomettere quelle della costa atlantica, fino all'Aquitania. Furono battute, inoltre, le popolazioni germaniche di Ariovisto nell'Alsazia, due volte fu passato il Reno (nel 55 e 53 a.C.); e primo tra i Romani, condusse due spedizioni contro i Britanni d'oltre La Manica nel 55 e 54 a.C.

### Preludio alla battaglia

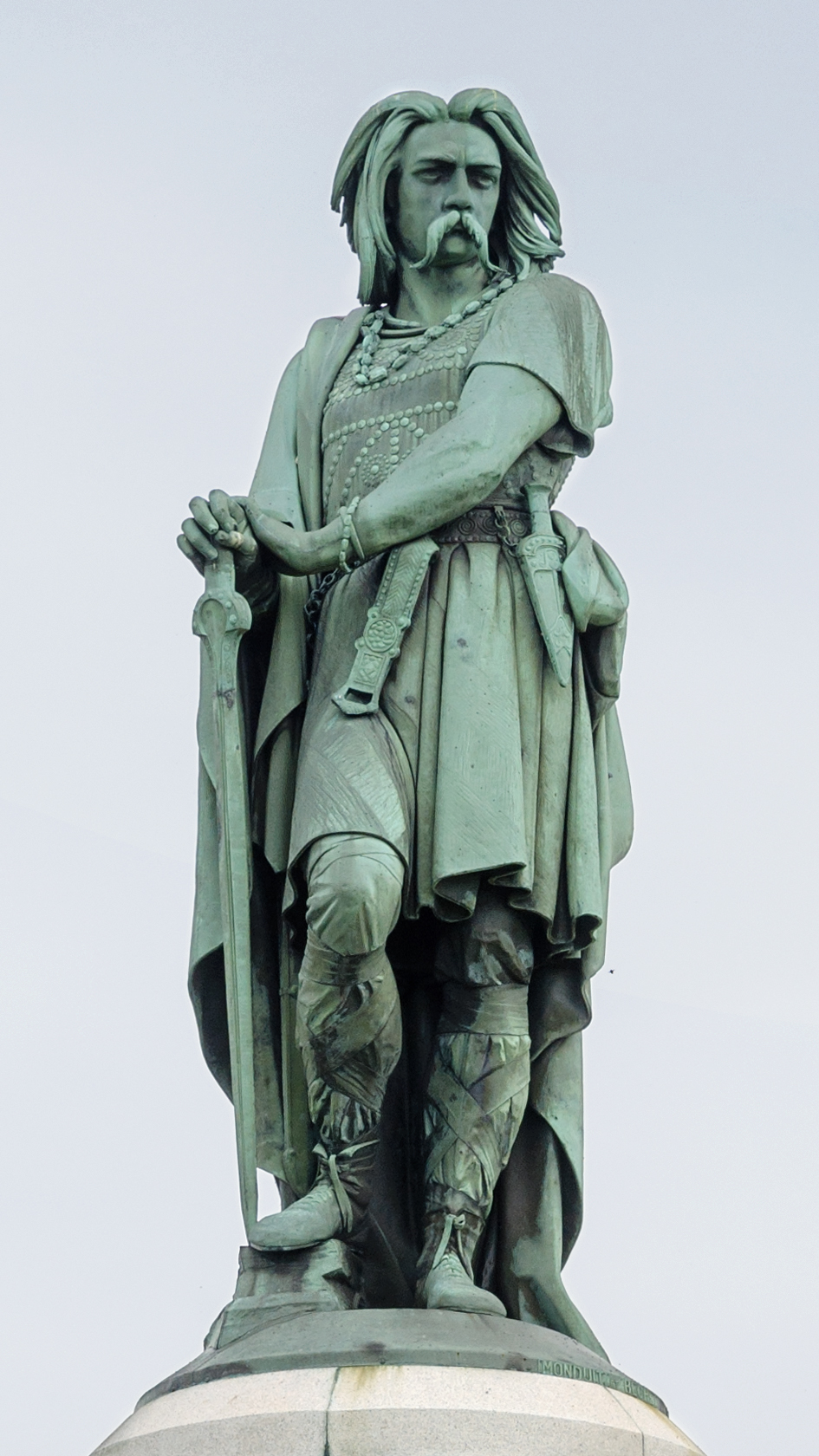
Statua moderna dedicata a Vercingetorige.

Le agitazioni in Gallia non erano ancora finite con l'inverno del 53-52 a.C., benché Cesare fosse tornato per l'inverno a svolgere le normali pratiche amministrative nella Gallia cisalpina, ed a controllare più da vicino quanto accadeva a Roma in sua assenza. Il primo segnale della coalizione gallica si manifestò quando i Carnuti uccisero tutti i coloni romani nella città di Cenabum (la moderna Orléans). Questo scoppio di violenza fu seguito dal massacro di altri cittadini romani, mercanti e coloni, nelle principali città galliche. Venuto a conoscenza di tali eventi, Cesare radunò rapidamente alcune coorti che aveva reclutato nel corso dell'inverno ad integrazione dell'esercito lasciato a svernare in Gallia ed attraversò le Alpi, ancora coperte dalle nevi. Le operazioni che seguirono furono condotte con la solita e proverbiale rapidità propria del proconsole romano, fino al ricongiungimento con le truppe lasciate nel cuore della Gallia, ad Agendico.
Il proconsole romano, dopo aver conseguito tutta una serie di successi militari con l'occupazione delle città di Vellaunodunum (dei Senoni), di Cenabum (capitale dei Carnuti), di Noviodunum e soprattutto di Avaricum (capitale dei Biturigi), era deciso a portare a termine la campagna di quell'anno, con la sottomissione definitiva delle popolazioni dell'intera Gallia.
Per questo divise l'esercito in due parti: a Tito Labieno lasciò 4 legioni, inviandolo a nord per sopprimere la rivolta di Senoni e Parisi; mentre a sé stesso riservò il compito più difficile: quello di rincorrere Vercingetorige fino alla capitale del popolo degli Arverni, con le rimanenti 6 legioni e puntò verso sud, seguendo il fiume Elaver, verso la capitale arverna di Gergovia (le cui rovine sorgono nei pressi di Clermont-Ferrand).
Giuntagli la notizia dell'avanzata di Cesare, Vercingetorige, interrotti tutti i ponti di quel fiume, si mise in marcia lungo la sponda opposta.
(Cesare, De bello Gallico, VII, 35)
E così Vercingetorige fu costretto a precederlo fino a Gergovia a marce forzate, mentre Cesare raggiunse la capitale degli Arverni nella quinta giornata di viaggio. In quel giorno dovette sostenere un piccolo combattimento tra le cavallerie ed osservò la posizione della città, posta sopra un monte molto alto, di difficile accesso da tutte le parti. Il proconsole romano, per prima cosa, reputò necessario procurarsi le necessarie provviste prima di darle l'assalto, e comunque di porre il proprio campo ai piedi della rocca. Vercingetorige, che lo aveva preceduto, si era già installato sullo stesso monte presso la città, avendo inoltre occupato con le milizie di ogni altra nazione gallica, tutte le cime della catena intorno all'oppidum arverno.

### Forze in campo
Gaio Giulio Cesare si apprestò ad assediare la capitale degli Arverni con sei legioni: si trattava della VI, VIII, IX, X, XIII e XIIII.
Vercingetorige deve essere stato in possesso di 60/80 000 armati come suggerirebbe il confronto tra due passi del De bello Gallico.

## La battaglia

### Primi giorni d'assedio
Non passava giorno che Vercingetorige non provocasse i Romani con scontri di cavalleria, nel quale inseriva anche alcuni arcieri. Poco distante dal grande campo di Cesare, c'era una collina ben munita, ai piedi della rocca, ed occupata con un consistente presidio di Galli. Il generale romano ritenne che l'occupazione di questa posizione strategica avrebbe facilitato il successivo assalto alla cittadella gallica, oltre a privare il nemico dell'approvvigionamento di gran parte dell'acqua e della possibilità di foraggiare liberamente. E così una delle notti successive, Cesare uscito dal campo in silenzio, prima che potessero giungere i soccorsi dalla città, riuscì a cacciare il presidio gallico e vi pose a sua difesa due legioni. Fece infine scavare una doppia fossa, larga dodici piedi, che congiungeva il campo maggiore con il minore, in modo da costituire un camminamento protetto per i soldati che volessero spostarsi da un campo all'altro al sicuro, contro eventuali assalti del nemico.

E mentre Cesare si trovava a Gergovia, il capo degli Edui, Convictolitave, al quale era stata poco prima assegnata dal proconsole romano la magistratura suprema, si ribellò all'alleato romano, sobillato dagli Arverni, dopo aver fatto credere ai suoi sudditi che alcuni dei loro capi erano stati uccisi a tradimento dallo stesso Cesare. Convittolitave procedette, quindi, a trucidare alcuni cittadini romani dopo averli spogliati dei loro beni, inviando poco dopo un certo Litavicco, alla testa di 10 000 armati, ad unirsi alle forze galliche insorte di Vercingetorige. Eporedorige e Viridomaro, due dei più prestigiosi capi edui, ora creduti morti, si trovavano a fianco di Cesare nel difficile assedio. Conosciuti i fatti, pregarono il generale romano di: 
(Cesare, De bello Gallico, VII, 39.)
Cesare appresi i fatti, marciò con quattro legioni verso la colonna degli Edui che era distante soli 25 miglia, dopo aver lasciato al campo base le restanti due legioni ed il legato Gaio Fabio. Giunti in vista dell'esercito eduo, il proconsole decise di inviare proprio Eporedorige e Viridomaro, che gli Edui credevano morti, per smascherare l'inganno di Litavicco. Quest'ultimo, prima di poter essere scoperto, si diede alla fuga e si rifugiò a Gergovia. Cesare fu però costretto a perdonare l'intera nazione degli Edui, per evitare di aprire un nuovo fronte di guerra, e dovendo rientrare al campo base presso Gergovia sotto attacco nemico. Fu solo grazie al suo provvidenziale intervento che le due legioni rimaste a guardia dei bagagli, furono salvate dal costante assedio operato dalle truppe galliche di Vercingetorige fin dalla partenza di Cesare.

### L'assalto finale e la sconfitta di Cesare
Cesare, recatosi ad ispezionare il campo minore, si accorse che la collina occupata dai Galli di fronte alla capitale degli Arverni, era del tutto libera dagli uomini, contrariamente a quanto aveva potuto constatare nei giorni precedenti. Considerando la recente rivolta tra il popolo degli Edui, la lontananza di quattro delle sue legioni (agli ordini di Tito Labieno) ed una situazione di stallo che andava ormai sbloccata, il proconsole romano si propose di occupare quel colle in modo da bloccare ogni via di vettovagliamento a Vercingetorige ed al suo esercito.
Dalla mezzanotte successiva fino all'alba, Cesare decise di inviare tra i colli vicini alcuni reparti di cavalleria unitamente ad un gran numero di bagagli e di muli, con lo scopo di fare un gran chiasso e simulare possibili azioni di attacco da più parti, sapendo che da Gergovia non si poteva riconoscere che cosa realmente accadesse, per la grande distanza. Contemporaneamente inviò una legione lungo il crinale occidentale ai piedi della città, in una posizione boscosa e quindi nascosta, mentre la cavalleria degli Edui era pronta ad attaccare sul fianco destro lungo un'altra salita.
(Cesare, De bello Gallico, VII, 46.)

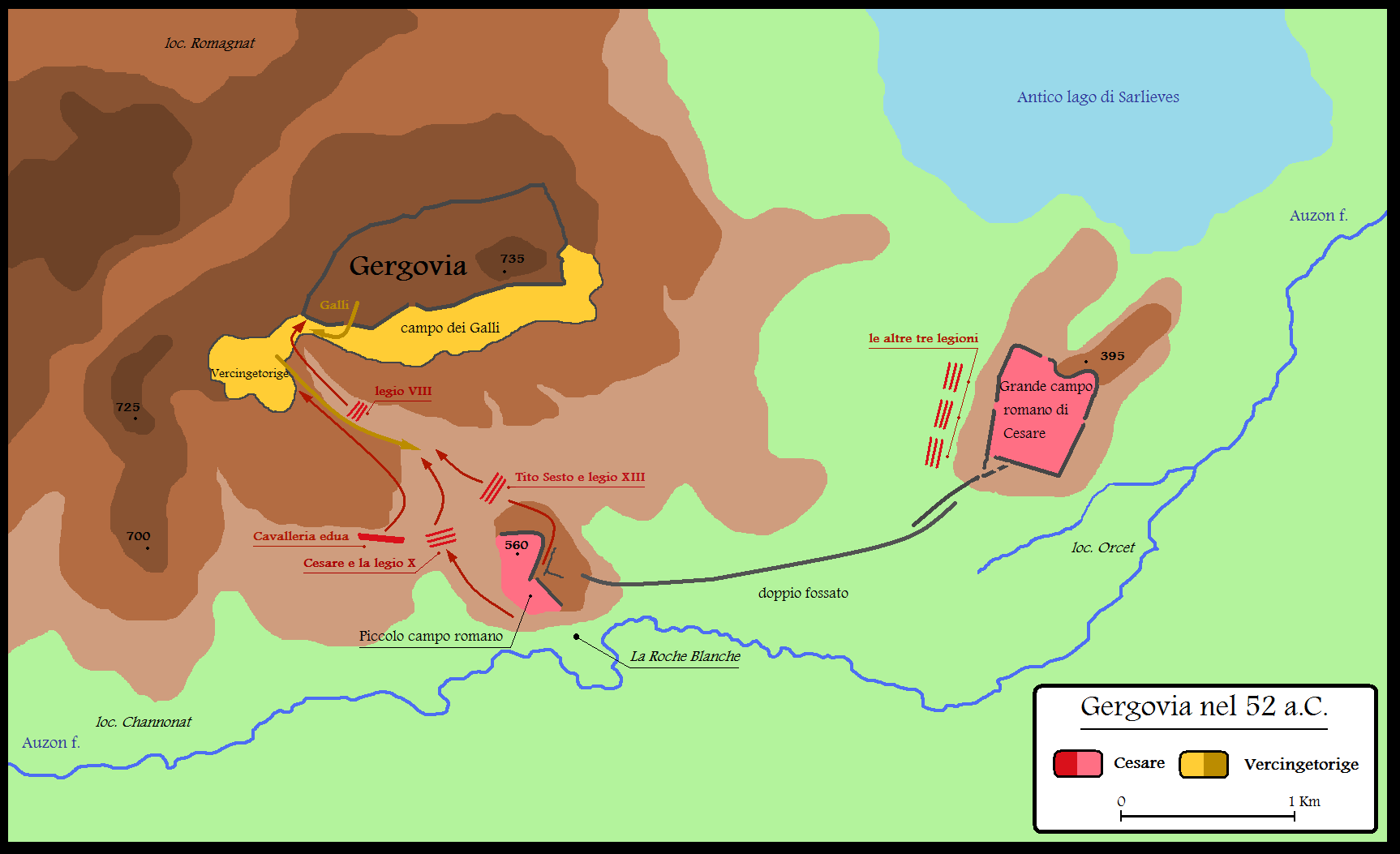
Le fasi dell'attacco romano fin sotto le mura di Gergovia e la controffensiva gallica.

Sembra che Cesare fosse soddisfatto di questo parziale successo. Egli infatti ordinò il rientro delle truppe al campo base, mentre la legione X, con la quale si trovava, si era fermata per coprirne la ritirata. Qualcosa però non funzionò e molti dei legionari continuarono la loro avanzata. 
(Cesare, De bello Gallico, VII, 47.)
La reazione dei Galli, per il timore di essere massacrati come ad Avarico, fu immediata. Dopo essersi, infatti, precipitati fuori dalle porte della città, mentre le donne gettavano dalle mura indumenti ed argenti supplicando i Romani di risparmiarle insieme ai loro figli, riuscirono a respingere gli attacchi della legio VIII, che stava ormai impossessandosi delle mura esterne, lungo il lato occidentale della città. La ritirata dei Romani fu disastrosa. Cesare, che si trovava più a valle, fu costretto ad intervenire con la legio X, dopo che la cavalleria degli Edui, intervenendo sul fianco destro, non riconosciuta dai Romani dell'VIII legione, aveva destato negli stessi timore di essere ingannati e circondati. Anche il legato Tito Sextio, che si trovava presso il campo minore, fu invitato ad uscire insieme alle coorti della legio XIII e legio VIII (quest'ultima comandata dal centurione Marco Petreio Cesariano), per frenare l'impeto dei Galli che inseguivano i Romani con troppa violenza. Al termine dello scontro, risulta dal racconto di Cesare, erano stati uccisi quasi 700 legionari e ben 46 centurioni.
Il giorno seguente Cesare, convocato l'intero esercito in assemblea, rimproverò la temerarietà, la cupidigia, la sfrenatezza ed indisciplina dei suoi legionari, che non si erano arrestati al segnale della ritirata e che non avevano potuto essere trattenuti neppure dai tribuni militari e dai legati. Egli spiegò che aveva dovuto abbandonare una vittoria certa, avendo sorpreso il nemico senza comandante e senza cavalleria, per coprire una ritirata nella quale aveva perduto quasi due coorti di armati. Ricordò loro che era compito del loro comandante stabilire la tattica da adottare in battaglia ed il portare a termine l'operazione. Non era, pertanto, più tollerata alcuna azione di indisciplina del genere per il futuro.
Tenuta questa assemblea, ed avendo infine rincuorato gli animi della sua armata, dispose che, affinché non si scoraggiassero ed attribuissero al valore del nemico ciò che era dipeso dalla posizione sfavorevole, le legioni fossero schierate in ordine di battaglia ed in posizione adatta di fronte al campo romano. E così fece anche il giorno successivo, ma poiché Vercingetorige era deciso a trattenere le sue truppe all'interno delle fortificazioni e non scendeva verso la pianura per accettare battaglia, certamente per il timore della superiore tattica bellica dell'esercito romano, Cesare mosse il campo in direzione del paese degli Edui, dove si stava profilando una nuova rivolta ai suoi danni. Anche in questa circostanza Vercingetorige non inseguì Cesare, continuando a rimanere arroccato dentro Gergovia, cosa che peraltro dimostra l'acerbità della sua esperienza militare rispetto a quella del proconsole romano.

## Conseguenze
Vercingetorige, pur avendo ottenuto un apparente, ma limitato successo, non solo non accettò lo scontro frontale ai piedi di Gergovia, ma evitò di inseguire i Romani nei giorni successivi. Cesare, ferito nell'amor proprio per aver perso la sua invincibilità, seppe reagire, malgrado in un primo momento la sconfitta avesse riacceso nei Galli la fiamma della rivolta, riuscendo non senza grandi fatiche ad attirare il capo della coalizione dei Galli in trappola. Vercingetorige, infatti, commise l'errore strategico imperdonabile, di rifugiarsi nella piazzaforte di Alesia (nel paese dei Mandubi). Qui, una volta raggiunto da Cesare, fu posto sotto assedio senza più alcuna possibilità di scampo. Neppure l'esercito di soccorso inviato dall'intera Gallia, forte di ben 240 000 armati, fu in grado di spezzare l'assedio dei 50 000 Romani. Fu la fine del sogno di libertà della Gallia. Il triste epilogo fu che Vercingetorige si consegnò al proconsole romano e fu giustiziato a Roma sei anni più tardi.

## Archeologia della battaglia
Il racconto di Cesare nel suo De bello Gallico è stato analizzato dagli archeologi fin dalla metà del XIX secolo. I primi scavi furono condotti da un certo Colonel Stoffel nel 1862, in una località identificata con la montagna di Medogne, un plateau che si trova a circa sette chilometri a sud di Clermont-Ferrand. Ne seguirono di nuovi negli anni 1936-1939 a conferma di quanto individuato da Stoffel, al termine dei quali sono stati identificati sia il grande campo di Cesare, che copriva un'area di 36 ettari circa, a sud est dell'oppidum gallico, sia il doppio fossato (che impediva il passaggio dei Galli al vicino fiume Auzon) e sia il piccolo campo romano.

### Fonti primarie
- Gaio Giulio Cesare, De bello Gallico, libro VII.
- Cassio Dione, Storia romana, libri XL;
- Plutarco, Vite parallele, Vita di Cesare;
- Svetonio, Vite dei Cesari, Vita di Cesare;

### Fonti secondarie
- Renato Agazzi, Giulio Cesare stratega in Gallia, Pavia, Iuculano, 2006, ISBN 88-7072-742-4.
- M. Cary, H. H. Scullard, Storia di Roma, vol. II, 2ª ed., Bologna, il Mulino, 1988, ISBN 88-15-02021-7.
- J. Carcopino, Giulio Cesare, traduzione di Anna Rosso Cattabiani, Rusconi Libri, 1993, ISBN 88-18-18195-5.
- M. Jehne, Giulio Cesare, traduzione di Alessandro Cristofori, il Mulino, 1999.
- edizione italiana a cura di Augusto Guida E. Horst, Cesare, Rcs Libri, 2000.
- Luciano Canfora, Giulio Cesare. Il dittatore democratico, Laterza, 1999, ISBN 88-420-5739-8.
- André Piganiol, Le conquiste dei Romani, Milano, 1989, ISBN 88-04-32321-3.
- Theodore Ayrault Dodge, Caesar, New York, 1989-1997, ISBN 0-306-80787-4.
- Peter Berresford Ellis, L'impero dei Celti, Casale Monferrato, 1998, ISBN 88-384-4008-5.
- Andrea Frediani, Le grandi battaglie di Giulio Cesare, Roma, 2003, ISBN 88-8289-941-1.
- Theodor Mommsen, Storia di Roma antica, vol. V/1, Firenze, 1973.
- Lawrence Keppie, The making of the roman army, cap. 3, Oklahoma, 1998, ISBN 0-8061-3014-8.
- Adrian Keith Goldsworthy, The roman army at war - 100 BC/AD 200, Oxford, 1998, ISBN 0-19-815090-3.
- Erik Abranson e Jean-Paul Colbus, La vita dei legionari ai tempi della guerra di Gallia, Milano, 1979.